# Endozythia moravica
Endozythia moravica är en svampart som beskrevs av Petr. 1959. Endozythia moravica ingår i släktet Endozythia, divisionen sporsäcksvampar och riket svampar.   Inga underarter finns listade i Catalogue of Life.